# Uścianek (Podlachie)
Pour les articles homonymes, voir Uścianek.
Uścianek est un village situé dans la gmina de Goniądz, dans le powiat de Mońki, dans la voïvodie de Podlachie au nord-est de la Pologne.